# EPrints
EPrints — это свободно распространяемое программное обеспечение для создания настраиваемых веб-хранилищ для построения OAI-совместимых репозиториев. Программное обеспечение работает на OC Unix при поддержке Apache, mySQL, Perl.

## История
Создателем проекта является Стивен Харнад. В конце XX века имея достаточно разработанных систем обмена и хранения данных (архивы), появилась идея открытого доступа научных публикаций в научном обществе. С этой целью состоялось первое заседание Open Archives initiative. На этом заседании присутствовали профессор Стивен Харнад и Лес Карр: обсуждалось создание тегом метаданных для централизации архива, быстрого поиска в хранилище. Так же предложена идея соединить научные электронные архивы местных учреждений, создание общей электронной библиотеки(место положение Санта-Фе), что подразумевало повысить работу научных структур.
ПО EPrints было разработано в Школе электроники и информатики Университета Саутгемптона, находящегося в Великобритании. Проект разрабатывался совместно с проектом TARDis, целью которого было разработка электронного архива для академических учреждений.
Разработка EPrints начинается в апреле 2000 года, её ведет Роб Тэнсли.
И уже в июне того же года выходит бета-версия EPrints № 1, и создается электронный архив Cogprints.
Далее свод прогресса разработки по годам:

### 2000 год
- В сентябре выходит 2-я бета версия EPrints.
- В ноябре смена руководства: уходит Роб Тэнсли, на смену ему приходит Christopher Gutteridge. в том же месяце выпущена EPrints версии 1.0, вместе с поддержкой OAI 0.2

### 2001 год
- В январе в свет выходит версия 1.1 уже с поддержкой OAI 1.0.Начинается разработка EPrints 2.
- Майк Джуэлл присоединяется к проекту, и концентрирует работу над установщиком программного обеспечения.(июнь)
- В августе выходит версия Anchovy (Анчоус) — EPrints 2 Alpha-1.

### 2002 год
Год прошел с выпуском 5 версий
- Январь: EPrints 2 Alpha-2 — Pepperoni
- Февраль: EPrints 2.0 — Olive
- Апрель: EPrints 2.0.1 — Tuna (отличная от предыдущих исправленными ошибками программы)
- Июль: EPrints объявляет о сотрудничестве с проектом GNU, и выходит GNU EPrints 2.1 — Pineapple (появление подписки в программе и поддержка OAI 2.0)
- Октябрь: GNU EPrints 2.2 — Pumpkin, появление предметов редактирования и поддержка GDOME.

### 2004 год
- 12.01 GNU EPrints 2.3.0
- 5.02 GNU EPrints 2.3.1
- 25.02 GNU EPrints 2.3.2
- 4.03 GNU EPrints 2.3.3
- 6.07 GNU EPrints 2.3.4
- 6.08 GNU EPrints 2.3.5
- 9.08 GNU EPrints 2.3.6
- 25.11 GNU EPrints 2.3.7

### 2005 год
Год прошел с выпуском 6 версий
- 16.02 GNU EPrints 2.3.8
- 17.02 GNU EPrints 2.3.9
- 2.03 GNU EPrints 2.3.10
- 8.03 GNU EPrints 2.3.11
- 24.03 GNU EPrints 2.3.12
- 25.07 GNU EPrints 2.3.13

### 2006 год
Разработка версии 3.0
- 26.10 GNU EPrints 3.0 Beta-1
- 14.11 GNU EPrints 3.0 Beta-2
- 6.12 GNU EPrints 3.0 Beta-3
- 18.12 GNU EPrints 3.0 RC-1

### 2008 год
- 8.09 GNU EPrints 3.1

### 2010 год
- 10.03 GNU EPrints 3.2
- 16.09 EPrints 3.3

## Участники проекта
На момент начала 2015 года участниками проекта EPrints являются:
- Лесли Карр — Директор проекта
- Кристофер Гютеридж — ведущий разработчик
- Тим Броди — разработчик

## Работа с EPrints
Данный продукт разработан для формирования и управления Открытыми Архивами, поэтому он отвечает ряду требований для соответствия электронным библиотекам:
- создание электронных архивов с различными информационными ресурсами
- быстрый доступ к электронной базе данных
- хранение и открытая публикация научных трудов широкому кругу пользователей
- возможность обмена информацией

Так как целью проекта являлось объединение всех публикуемых данных в различных учреждения посредством EPrints, в проекте осуществлена регистрация репозитория для собрания информации:
- существующих и действующих репозиториях
- объёмы информации, которыми обладает репозиторий
- поиск по всем репозиториям, с целью повышения эффективности научных исследовательских работ[5]

Под архивом принимают — хранилище цифровых документов в открытом доступе, посредством публично доступного сайта. Также в архиве хранятся записи метаданных, описывающие эти документы.
Каждому типу документа соответствует свой набор метаданных. Используемый протокол OAI рекомендует, чтобы архивы использовали элемент записи метаданных для связывания записи с идентификатором URL, URN, DOI и пр.) ассоциированного документа (объекта). Для этой цели обязательный формат предоставляет атрибут «идентификатор» (DC.Identifier).
Проект находится в свободном доступе, и имеет техническую поддержку. На сайте проекта имеется полная документация по установке и использованию EPrints.

## Дистрибутивы
Разрабатывается EPrints на Redhat Linux (как Fedora Core, Enterprise). EPrints используется на любое количество дистрибутивов Linux и других UNIX-подобных систем, включая OS-X.Поддерживается Microsoft, работает на Windows Vista и XP.